# マズルカ作品6 (ショパン)
マズルカ 作品6（マズルカ さくひんろく）は、フレデリック・ショパンが生前に出版をしたマズルカ作品で最初のもの。全4曲。
洗練とは無縁の辺境ポーランドの土着舞曲を、中央フランス社会で広めていく第1作である。

## 作品6-1
嬰ヘ短調

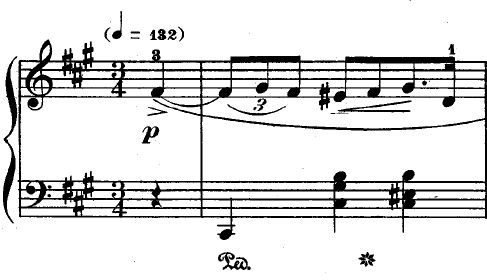
作品6-1の冒頭部分

第1番。ロンド形式。マズルカの特徴的な音型（三連符と8分音符4つ）が中心となって、半音階的な下降を組み合わせる憂いを帯びたもの。途中にGis音の前打音を繰り返す箇所があり意表をついている。

## 作品6-2
Sotto voce 嬰ハ短調

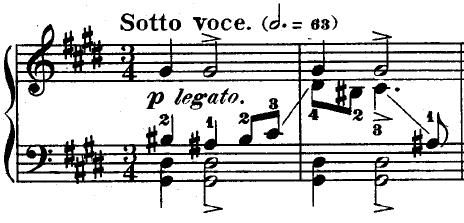
作品6-2の冒頭部分

第2番。左手低音部はGis-Disの空虚な5度を繰り返す。中間はホ長調。

## 作品6-3
Vivace ホ長調

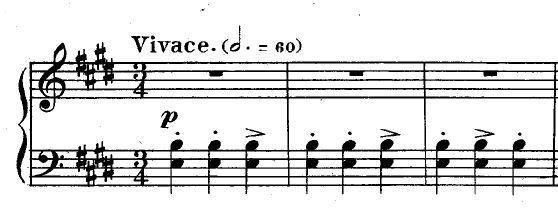
作品6-3の冒頭部分

第3番。作品6-2と同様、左手はE-Hの空虚な5度を鳴らしながら右手が低音（手を交差させる）、高音でマズルカを奏でる。三度の和声が美しい。

## 作品6-4

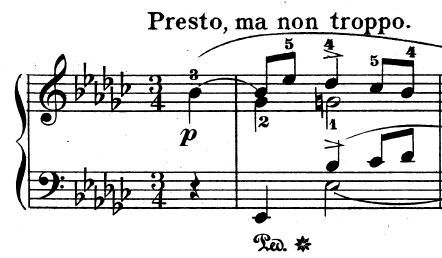
作品6-4の冒頭部分

Presto,ma non troppo 変ホ短調
第4番。ごく簡単な三部形式。